# Frans Haacken
Franz Wilhelm Peter Maria Haacken (* 7. Januar 1911 in Aachen; † 1. Januar 1979 in Uitwellingerga/Niederlande) war ein deutscher Grafiker, Buchgestalter und Trickfilmer.

## Biografie
Haacken wächst in bürgerlichen Verhältnissen in Aachen auf. Sein Vater ist Prokurist, die Mutter Hausfrau. Früh entdeckt er das Zeichnen für sich. Am Realgymnasium fördert der Maler Engelbert Mainzer sein Talent und ermutigt ihn 1931 zu einem Studium an der Kunstgewerbeschule Aachen. Haacken studiert hier bis 1933 beim Architekten Hans Schwippert und ist Werkstattschüler des führenden Kirchenglaskünstlers Anton Wendling. Bekannte Kommilitonen dieser Ära sind die Maler Bert Heller, Karl Fred Dahmen und Karl Otto Götz.
Haacken schlägt eine Karriere als Gebrauchsgrafiker ein, lebt zeitweilig auf dem Inselhof, einer landwirtschaftlichen und kunstgewerblichen Werkgemeinschaft in Zempin auf der Insel Usedom. 1936 zieht er nach Berlin. Hier kommt er durch Aufträge für Werbeateliers und die Reichsanstalt für Bild und Film in Wissenschaft und Unterricht (RWU) erstmals mit dem Trickfilm in Berührung. 1940 wird er zum Kriegsdienst herangezogen. In der Sowjetunion schwer verletzt, überlebt er den Zweiten Weltkrieg in Berlin, weil er nach langem Lazarettaufenthalt von der RWU als „unabkömmlich“ eingestuft wird. Unmittelbar nach Kriegsende beginnt eine intensive, künstlerische Arbeit für Verlage, Theater und Film. Sein Dachatelier im Westteil Berlins wird zum Treffpunkt bekannter Künstler wie Heinz Trökes, Jan Bontjes van Beek, Lotte Reiniger, Edwin Redslob, Friedrich Luft, oder Hilde Körber. Er reüssiert mit Holzschnitten und ab 1946 mit ersten Kinderbuchillustrationen für den progressiven Felguth-Verlag. Schnell folgen Bücher für den Gebrüder Weiss Verlag, den Kinderbuchverlag, Zeitschriftenbeiträge für Horizont, Aufbau, Ulenspiegel, Tagesspiegel. Ausstellungen in Berlin und Aachen folgen. Parallel verfolgt er weiter filmische Experimente (u. a. mit dem Schauspieler Paul Bildt und dem Komponisten Boris Blacher). Während der Berliner Blockade fertigt er einen der ersten Langtrickfilme nach dem Krieg (Das Spatzenfest, 1948), die Presse macht ihn zum „Walt Disney in der Bodenkammer“.
Ab 1949 beginnt die Zusammenarbeit mit Bertolt Brecht: Haacken gestaltet zusammen mit Peter Palitzsch Plakate für das Berliner Ensemble, Umschläge und Illustrationen einiger früher Bücher (Kalendergeschichten, Der verwundete Sokrates, beide 1949). Haacken entwirft in den nächsten zehn Jahren über 60 Plakate und Programmhefte für weitere Berliner Theater: Volksbühne Berlin, Deutsches Theater Berlin, Staatsoper Berlin und Metropoltheater. Neben Kinderbüchern illustriert er Literatur von Autoren wie Lion Feuchtwanger, Alfred Kantorowicz, Gottfried Keller, M. Y. Ben-Gavriel, August Scholtis, Manfred Hausmann, Luise Rinser. 1958 erscheint sein bis heute erfolgreichstes Buch: die Illustrationen zu Sergej Prokofjews Peter und der Wolf, das in jenem Jahr zum schönsten Buch der DDR gekürt wird. Im selben Jahr entwirft er Glasbilder für die Kirche St. Barbara in Alsdorf-Ofden, in der Nähe von Aachen. Zeitgleich macht er weiter Werbefilme, vor allem für Hello Weber, mit dem er 1956 eine Auszeichnung bei der Werbebiennale in Cannes erringen kann. Ab Mitte der 1950er Jahre bis Anfang 1970er Jahre produziert er auch regelmäßig Filme für Schule und Lehre für das FWU Institut für Film und Bild in Wissenschaft und Unterricht und verschiedene Landesbildstellen.
1960 zieht er sich aus der Buchgestaltung zurück und wird Atelierleiter des Markenfilm-Trickfilmstudios in Wedel bei Hamburg. Von der Werbung unterfordert kehrt er 1967 zum Buch zurück: Er illustriert erfolgreich Lewis Carrolls Alice im Wunderland für den Alfred Holz Verlag. Es beginnt die Phase eigener Bild- und Nonsensgeschichten: Die turnende Tante und andere Pinneberger Geschichten (1968), Eine Kuh aus Pinneberg (1972), Pflaumenmus tut's auch (1972), Der violette Studienrat (1972), Ein Narr, ein Weiser und viele Tiere (1973). Einige dieser Geschichten verfilmt er später selbst fürs Fernsehen (Sendung mit der Maus). 1972 Übersiedlung nach Uitwellingerga (Niederlande), von wo aus er weiterhin für bekannte Kinderbuchverlage wie Otto Maier Ravensburg, Cecilie Dressler oder Friedrich Oetinger illustriert. Das Erscheinen seines letzten eigenen Buchs erlebt er nicht mehr: Django, eine Bilderbuch-Biographie über den Jazzgitarristen Django Reinhardt, sieht das Licht der Öffentlichkeit im Sommer 1979, ein halbes Jahr nach Haackens plötzlichem Tod.
Haacken arbeitet mit verschiedenen Techniken: dem Holzschnitt und dem Schabblatt, orientiert an Expressionismus und Neuer Sachlichkeit; der Federzeichnung, ironisch karikierend und der ligne claire des Comics anverwandt; der Papierplastik, mit verblüffend räumlichem Effekt; und dem Trickfilm, bei dem alle drei Techniken in wechselnden Anteilen Anwendung fanden. Der „asketisch, ausgemagerte Zeichenstil“ und die gedämpfte Kolorierung gaben seinem Werk eine unverwechselbare Identität.

## Werk (Auswahl)

### Als Autor
- Das Loch in der Hose. Kinderbuchverlag, Berlin 1951, 30 Seiten.
- Die turnende Tante und andere Pinneberger Geschichten. Verlag Gerhard Stalling, Oldenburg/Hamburg 1968, 46 Seiten.
- Eine Kuh aus Pinneberg. Parabel Verlag, München 1972, 32 Seiten.
- Pflaumenmus tut’s auch. Broschek Verlag, Hamburg 1972, 48 Seiten.
- Der violette Studienrat. Georg Bitter Verlag, Recklinghausen 1972, 30 Seiten.
- Ein Narr, ein Weiser und viele Tiere. Georg Bitter Verlag, Recklinghausen 1973, 48 Seiten.
- Django. Otto Maier Verlag, Ravensburg 1979, 36 Seiten.

### Als Illustrator
- Arthur Felguth: Seidenquast's Rosenhochzeit. Felguth-Verlag, Berlin 1946, 25 Seiten.
- Loman (d. i. Josef Scholtes): O Freude über Freude. Felguth-Verlag, Berlin 1947, 24 Seiten.
- Kreki (d. i. Paul Gustav Chrzescinski): Husch das gute Gespenst. Felguth-Verlag, Berlin 1948, 48 Seiten.
- August Scholtis: Die Fahnenflucht. Gustav Spielberg Chronos Verlag, Berlin 1948, 128 Seiten.
- Bertolt Brecht: Kalendergeschichten. Gebrüder Weiss Verlag, Berlin 1949, 183 Seiten.
- Bertolt Brecht: Der verwundete Sokrates. Kinderbuchverlag, Berlin/Dresden 1949, 28 Seiten.
- Kreki: Ein dicker Mann, ein dünner Mann, ein schwarzer Mann. Peter-Paul-Verlag, Feldberg/Mecklenburg 1949, 35 Seiten.
- Gottfried Keller: Die drei gerechten Kammacher. Aufbau-Verlag, Berlin 1950, 170 Seiten.
- Samuil Marschak: Mister Twister. Kinderbuchverlag, Berlin/Dresden 1950, 16 Seiten.
- I. D. Wassilenko: Peps und Peter. Kinderbuchverlag, Berlin/Dresden 1950, 99 Seiten.
- André Maurois (d. i. Émile Salomon Wilhelm Herzog): Das Land der 36000 Wünsche. Gebrüder Weiss, Berlin 1951, 86 Seiten.
- Lisa Tetzner: Der kleine Su aus Afrika. Gebrüder Weiss, Berlin/München 1952, 147 Seiten.
- Bertolt Brecht: Kalendergeschichten. Aufbau-Verlag, Berlin 1954, 229 Seiten.
- Manfred Hausmann: Abel mit der Mundharmonika. S. Fischer Verlag, Frankfurt/Main/Hamburg 1955, 179 Seiten.

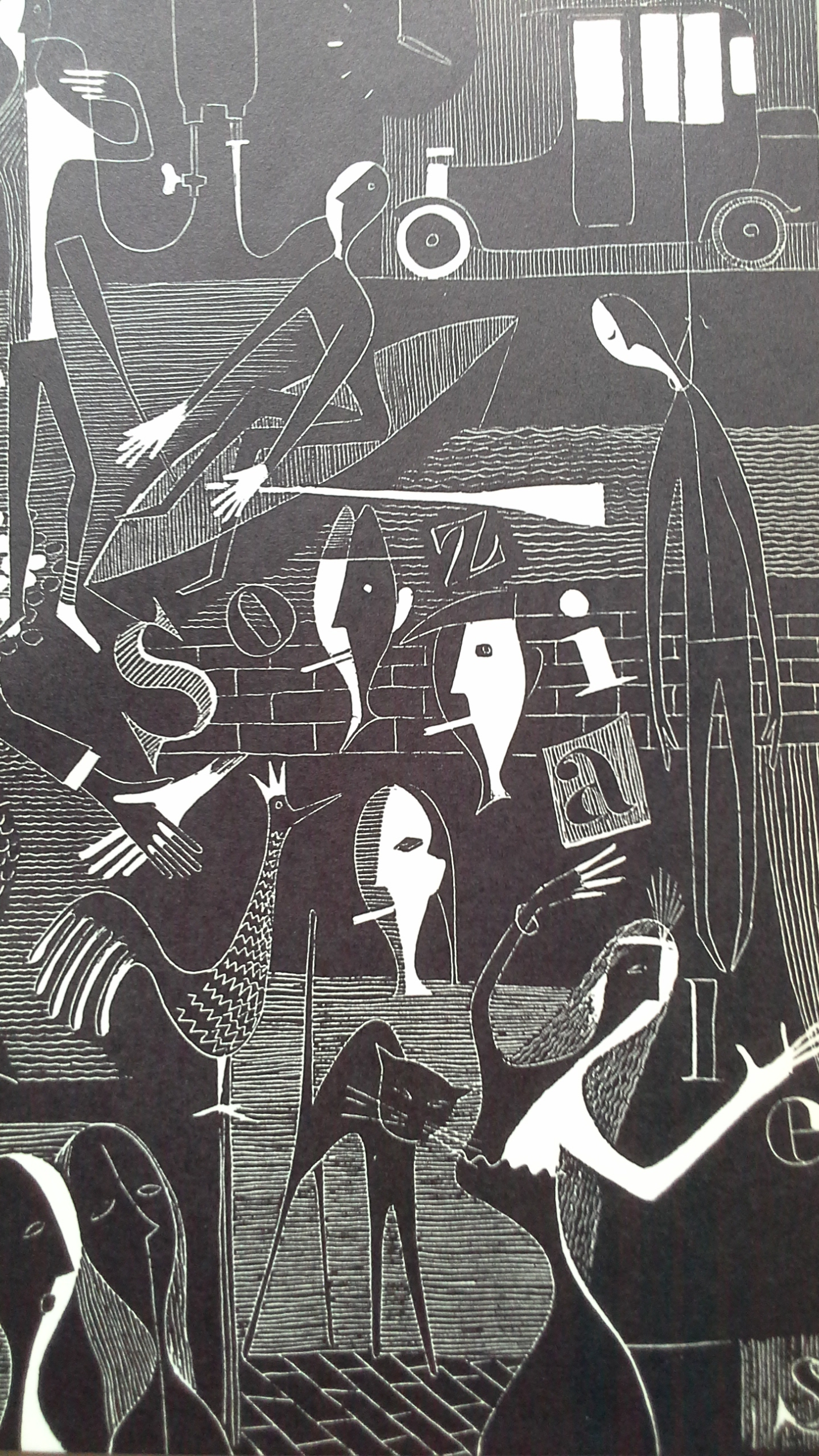
Illustration zu Pep von Feuchtwanger

- Illustration zu Pep von FeuchtwangerLion Feuchtwanger: Pep. J. L. Wetcheeks amerikanisches Liederbuch. Aufbau-Verlag, Berlin 1957, 85 Seiten.
- Alfred Kantorowicz: Meine Kleider. Aufbau-Verlag, Berlin 1957, 90 Seiten.
- M.Y. Ben-Gavriel (d. i. Eugen Hoeflich): Das Haus in der Karpfengasse. Colloquium-Verlag Otto H. Hess, Berlin-Dahlem 1958, 239 Seiten.
- Sergej Prokofjew: Peter und der Wolf. Alfred Holz Verlag, Berlin 1958, 58 Seiten.
- Lewis Carroll: Alice im Wunderland. Alfred Holz Verlag, Berlin 1967, 193 Seiten.
- Hans Christian Andersen: Der Tannenbaum. Carlsen Verlag, Reinbek 1969, 20 Seiten.
- Jan Procházka: Der Karpfen. Georg Bitter Verlag, Recklinghausen 1974, 60 Seiten.
- L. Frank Baum: Der Zauberer Oz. Otto Maier Verlag, Ravensburg 1975, 206 Seiten.
- Lewis Carroll: Alice im Spiegelland. Edition Holz im Kinderbuchverlag, Berlin 1976, 200 Seiten
- Magda Szabó: Inselblau. Otto Maier Verlag, Ravensburg 1976, 192 Seiten.

## Ausstellungen

### Einzelausstellungen
- 1945 Berlin, Bücherstube Marga Schoeller
- 1946 Aachen, Stadttheater
- 1947 Berlin, Galerie Matthiesen
- 1950 Aachen, Suermondt-Ludwig-Museum
- 1968 Ahrenshoop, Bunte Stube
- 1969 München, Internationale Jugendbibliothek
- 1972 Hamburg, Galerie der Zentralbücherei
- 1979 Duisburg, Stadtbibliothek
- 2011 München, Internationale Jugendbibliothek

### Ausstellungsbeteiligungen
- 1946 Berlin, Atelier Haacken: Exhibition of Film Silhouettes by Lotte Reiniger and Wood Cuts by Frans Haacken
- 1946 Berlin, Kammer der Kulturschaffenden: Junge Generation
- 1950 Berlin, Galerie Archivarion: Ball der Karikaturisten und des Ordens der Optimisten
- 1954 Berlin, Volksbühne: Das Theaterplakat in Deutschland seit 1945
- 1954 Berlin, Zentrales Haus der Gesellschaft für Deutsch-Sowjetische Freundschaft: 1. Deutsche Karikaturen-Ausstellung
- 1961 Berlin, Kunstbibliothek: Künstler werben Kunden. Deutsche Gebrauchsgraphik nach 1945.
- 1971 Marbach, Deutsches Literaturarchiv im Schiller-Nationalmuseum: Buchumschläge 1900-1950.
- 1973 Berlin, Kunstbibliothek: Werbung für das moderne Theater
- 1975 Duisburg: Internationale Kinder- und Jugendbuchausstellung IKIBU
- 1978 Recklinghausen, Kunsthalle: Zwei Verlage aus Recklinghausen: Georg Bitter Verlag, Verlag Aurel Bongers. Kunstwerke und Illustration.
- 1979: Berlin, Ausstellungszentrum am Fernsehturm: Die Buchillustrationen in der DDR. 1949 – 1979
- 1988 Köln, Josef-Haubrich-Kunsthalle: Die Bilderwelt im Kinderbuch. Kinder- und Jugendbücher aus fünf Jahrhunderten.
- 2006 Augsburg, Toskanische Säulenhalle im Zeughaus: Brecht in der Buchkunst und Graphik.
- 2007 Schwerin, Schleswig-Holstein-Haus: Überklebt – Plakate aus der DDR.
- 2016 Oelsnitz, Schloss Voigtsburg: Träume in Farben – Kinderbuchillustration der DDR

## Museen und öffentlichen Sammlungen mit Werken Haackens (mutmaßlich unvollständig)
- Berlin, Akademie der Künste
- Berlin, Deutsches Historisches Museum
- Berlin, Kunstbibliothek der Staatlichen Museen zu Berlin
- Berlin, Staatsbibliothek zu Berlin
- Berlin, Stiftung Stadtmuseum Berlin
- Berlin, Stiftung Plakat Ost[12]
- Düsseldorf, Theatermuseum
- Essen, Deutsches Plakat Museum im Museum Folkwang
- Köln, Letter Stiftung
- Marbach, Deutsches Literaturarchiv Marbach (Buchumschlagsammlung Curt Tillmann)
- Mönchengladbach, Stiftung Forschungsstelle Glasmalerei des 20. Jahrhunderts

## Auszeichnungen
- Wettbewerb zur Förderung der sozialistischen Kinder- und Jugendliteratur (1950, 1958)
- Werbebiennale Cannes (1956)
- Schönste Bücher der DDR (1958 und 1968)
- Auswahlliste Deutscher Jugendbuchpreis 1968
- Silberne Palme des Internationalen Salons für Humor in Bordighera (1969)
- Empfehlungsliste des Katholischen Kinder- und Jugendbuchpreises (1979)

### Monographien
- Imma Wick: Frans Haacken 1911-1979. Duisburg, Stadtbibliothek Duisburg 1979, 44 Seiten.
- Till Schröder: Frans Haacken. Zeichner zwischen 3 Welten. Berlin, Gretanton Verlag 2012, 233 Seiten. ISBN 978-3-00-040470-2.

### Lexika
- Horst Künnemann: Frans Haacken. In: Lexikon der Kinder- und Jugendliteratur. Beltz, Weinheim/Basel 1984, ISBN 3-407-56520-8, S. 515–516.
- Volker Franz: Haacken, Franz. In: Allgemeines Künstlerlexikon. Die Bildenden Künstler aller Zeiten und Völker (AKL). Band 66, De Gruyter, Berlin 2010, ISBN 978-3-598-23033-2, S. 491 f.
- Till Schröder: Frans Haacken. S. 1-D/8 (32 Seiten). In: Lexikon der Illustration im deutschsprachigen Raum ab 1945. München, Richard Boorberg Verlag (edition text + kritik) 2012, 3. Nachlieferung (Loseblattsammlung). ISBN 978-3-86916-024-5.

### Sekundärliteratur
- Ute Liebert: Der Felguth-Verlag in Berlin in den Jahren 1945 bis 1950. S. 75–91. In: Schiefertafel, Jahrgang VII No 2/3. Pinneberg, Renate Raecke Verlag 1985. ISSN 0344-984X.
- Klaus Doderer (Hrsg.): Zwischen Trümmern und Wohlstand. Literatur der Jugend 1945–1960. Weinheim/Basel, Beltz Verlag 1988. ISBN 3-407-56515-1.
- Friedrich Dieckmann, Karl-Heinz Drescher (Hrsg.): Die Plakate des Berliner Ensembles 1949–1989. Hamburg, Europäische Verlagsanstalt 1992, 248 Seiten. ISBN 3-434-50013-8.
- Lothar Lang: Von Hegenbarth zu Altenbourg. Buchillustration und Künstlerbuch in der DDR. Stuttgart, Dr. Ernst Hauswedell und Co. Verlag 2000, 284 Seiten. ISBN 3-7762-1200-4.
- Bernhard Frank, Marieluise Schaum (Hrsg.): Plakate der Volksbühne 1949–2001. Berlin, Volksbühne 2008, 95 Seiten.
- Till Schröder: Frans Haacken. Ein vergessener Ikonograph Brechts. S. 18–25. In: Dreigroschenheft.  3/2013. Augsburg, Wißner-Verlag 2013. ISSN 0949-8028.
- Till Schröder: Zwischen Brecht und Bilderbuch. Der Grenzgänger Frans Haacken. S. 44–55. In: Marginalien. Zeitschrift für Buchkunst und Bibliophilie (Heft 211, 3/2013). Wiesbaden, Otto Harrassowitz Verlag 2013. ISSN 0025-2948.
- Till Schröder: Asket der Linie – Der Graphiker Frans Haacken. S. 21–24. In: Graphische Kunst. Neue Folge: Heft 1, 2014. Memmingen, Edition Curt Visel 2014. ISSN 0342-3158.